# Agrecomirmecíneos
Agrecomirmecíneos (Agroecomyrmecinae) é uma subfamília de formigas contendo dois gêneros existentes e dois fósseis. A subfamília foi originalmente classificada em 1930 por Carpenter como Agroecomyrmecini, uma tribo Myrmicinae. Barry Bolton elevou a tribo ao status de subfamília em 2003, sugerindo que Agroecomyrmecinae pode ser o táxon irmão de Myrmicinae. Desde então, descobriu-se que era uma das primeiras linhagens de formigas, um clado da politomia basal para todas as formigas. Em 2014, a subfamília foi expandida para duas tribos. A tribo Ankylomyrmini foi movida da subfamília Myrmicinae para Agroemyrmecinae.

## Tribos e gêneros
- Agroecomyrmecinae Carpenter, 1930
  - Agroecomyrmecini Carpenter, 1930
    - †Agroecomyrmex Wheeler, 1910
      - †Agroecomyrmex duisburgi Wheeler, 1910

    - †Eulithomyrmex Carpenter, 1935
      - †Eulithomyrmex rugosus Carpenter, 1930
      - †Eulithomyrmex striatus Carpenter, 1930

    - Tatuidris Brown & Kempf, 1968
      - Tatuidris tatusia Brown & Kempf, 1968 (=T. kapasi Lacau & Groc, 2012)[6]

  - Ankylomyrmini
    - Ankylomyrma Bolton, 1973

## Taxonomia
Desde a descrição original, o status sistemático da tribo Agroecomyrmecini tem sido o foco de intenso debate. Barry Bolton (2003) foi o primeiro a sugerir a instabilidade taxonômica do Tatuidris dentro do Myrmicinae e elevou o gênero ao nível de uma nova subfamília, a Agroecomyrmecinae, sugerindo que Agroecomyrmecinae pode ser o táxon irmão do Myrmicinae. Esta avaliação foi baseada nestes caracteres diagnósticos:
1. mandíbulas grandes com margens mastigatórias mandibulares que se opõem no fechamento total, mas não se sobrepõem
2. olhos no ápice posterior extremo de escrobes antenais profundos
3. clípeo muito amplamente triangular, amplamente inserido entre os lobos frontais
4. soquetes antenais e lobos frontais migraram fortemente lateralmente, distantes e próximos às margens laterais da cabeça
5. mesotíbia e metatíbia com esporas pectinadas
6. mesosoma curto e compacto
7. um pecíolo séssil, na vista posterior o tergito e o esternito não igualmente convexos
8. um segmento abdominal III (pós-pecíolo) sem fusão tergoesternal, segmento grande e muito amplamente articulado ao segmento IV,
9. um hélcio em vista frontal com o esternito saliente ventralmente e sobreposto pelo tergito
10. um segmento abdominal IV com uma fusão tergoesternal completa,[note 1]
11. segmento abdominal IV com estridulitrum na pré-dermatose
12. o esternito do segmento abdominal IV é reduzido, o tergito é muito maior que o esternito e fortemente abobadado

A classificação da subfamília das formigas foi reavaliada por Baroni Urbani & de Andrade (2007) em sua última avaliação sistemática das Dacetini. Eles analisaram um conjunto de dados morfológicos que incluía ex-Dacetini, Basicerotini, Phalacromyrmecini e Tatuidris, bem como outros táxons não Myrmicinae, como o gênero australiano Myrmecia e o gênero neotropical Pseudomyrmex. Este trabalho foi a primeira tentativa de incluir o Tatuidris como um táxon terminal em uma análise cladística morfológica. Em seu estudo, Baroni Urbani & de Andrade (2007) identificaram seis sinapomorfias morfológicas compartilhadas entre os Tatuidris e os Dacetini, justificando a inclusão do gênero dentro de Myrmicinae. Essas caracteristícas incluíam:
1. mandíbulas em repouso opostas pelo menos em parte, em vez de cruzar
2. um índice mandibular-torular < 130
3. redução dos palpos maxilares de dupla articulação para uniarticulação
4. mandíbulas masculinas reduzidas
5. presença de um clube antenal de dois segmentos
6. número reduzido de juntas antenais

Além disso, duas autapomorfias (um esternito e esterno peciolar de forma diferente, e os olhos no ou próximo ao ápice do scrobe antenal) separaram Tatuidris de todos os outros gêneros de formigas existentes incluídos em seu estudo.
Ao contrário dos estudos filogenéticos baseados em características morfológicas, as análises moleculares da filogenia interna das formigas forneceram fortes evidências de que as formigas não são intimamente relacionadas nem aninhadas nas Myrmicinae. Brady et al. (2006), Moreau et al. (2006) e Rabeling et al. (2008) reconstruiu árvores filogenéticas com o Agroecomyrmecinae dentro do grupo de subfamília Ponerinae, próximo aos Paraponerinae, e deu suporte para a exclusão do gênero de Myrmicinae, uma subfamília localizada dentro do clado Formicoidea. Dado o aparecimento precoce de Agroecomyrmecinae no registro geológico, as semelhanças de formigas com Myrmicinae foram hipotetizadas para representar convergência e/ou retenção de formas plesiomórficas.
Recentemente, Keller (2011) desafiou as relações filogenéticas das subfamílias poneromorfas (incluindo Tatuidris).

### Distribuição
De acordo com Brown & Kempf (1967), os Agroecomyrmecinae provavelmente se espalharam em ambos os hemisférios durante o início do Terciário. O Agroecomyrmex é conhecido do início do Eoceno, Luteciano, Âmbar do Báltico datando de há 44 milhões de anos, e o Eulithomyrmex do final do Eoceno, Priaboniano, Formação Florissant (há 34,1 milhões de anos) no atual Colorado, Estados Unidos.
O Tatuidris, raro, mas amplamente distribuído, habita a serapilheira das florestas neotropicais na América Central e do Sul, do México à Guiana Francesa, Brasil e na Amazônia peruana. O Ankylomyrma é conhecido apenas na África Ocidental.

## Ligações esternas
- Media relacionados com Agrecomirmecíneos no Wikimedia Commons
- Dados relacionados com Agrecomirmecíneos no Wikispecies